# 劍泉
劍泉，是一種流傳廣泛的英雄傳說，也是一些泉、井的名字。

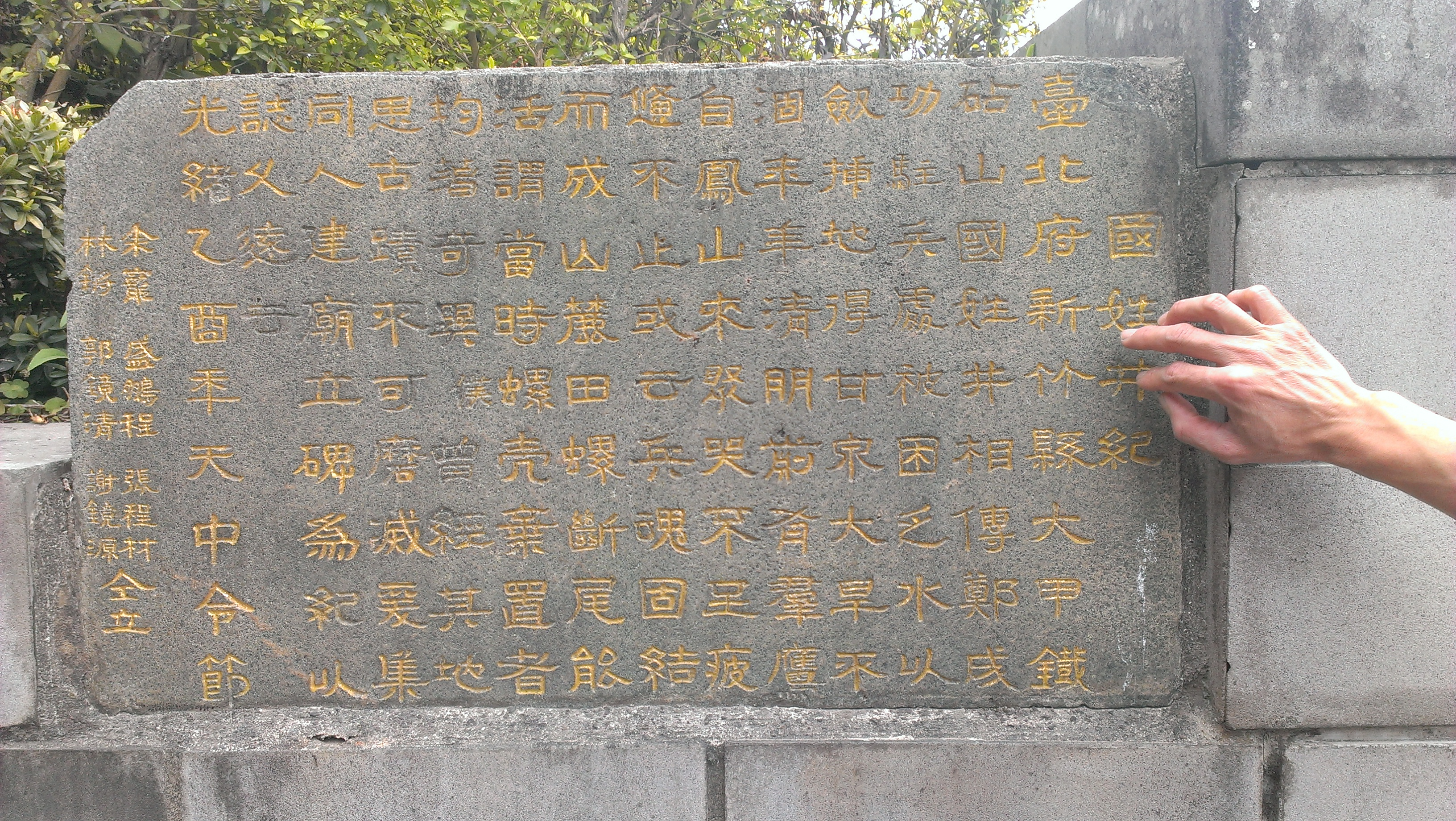
位於台中市大甲區的國姓井紀

## 傳說
中國在漢代就有這類故事，《東觀漢記》記載李廣利行軍時，因眾人無水解渴，他就以刀刺山，忽然就冒出泉水。在唐朝也有歌頌這傳說的詩賦，如〈貳師泉詠〉、〈貳師泉賦〉。
在一些中國地方志也有武人以鞭、刀、劍、槍等武器擊地得到水源的傳說，如甘肅五眼泉之於霍去病、河南拔剑泉之於韩琦、湖北卓刀泉之於關羽、貴州跑馬泉之於關索、台灣劍井之於鄭成功。也有的是主角是丹朱、秦始皇、夜郎王、唐太宗等統治者、或是呂洞賓等宗教、神仙人物等。五丁力士的故事較特別，沒將劍插地，而是劍變化為泉，在庚申、甲子日皆為再現劍身。